# Малаппурам
Малаппурам (англ. Malappuram) — город в индийском штате Керала. Административный центр округа Малаппурам.

## Географическое положение
Расположен в 50 км к юго-востоку от Кожикоде и в 90 км к северо-западу от Палаккада. Средняя высота над уровнем моря — 40 метров.

## Демография
По данным всеиндийской переписи 2001 года, в городе проживало 58 490 человек, из которых мужчины составляли 49 %, женщины — соответственно 51 %. Уровень грамотности взрослого населения составлял 80 % (при общеиндийском показателе 59,5 %).